# Rimtursar
Rimtursar, även Hrimtursar eller Frostjättar, är i nordisk mytologi jättar från köldens värld Nifelheim. De skapades ur jätten Ymers svett i tidernas morgon och de väsen som hans ena fot avlade med den andra. De hotar människorna med mörk och evig vinter. Jämför Fimbulvinter.